# Jan Rechner
Jan Rechner starší (27. března 1835 Hainspach – 5. března 1892 Praha) – byl pražský zlatník, stříbrník, klenotník a hodinář doby historismu.

## Život
Není známo, kde se vyučil, v Praze se usadil s manželkou a synem poté, co přišel ze Šluknovského výběžku v severních Čechách. Roku 1861 si založil vlastní dílnu na Starém Městě. Zhotovoval šperky, příbory, nádobí, pouzdra hodinek a čestné dary, jimiž bývaly stříbrné věnce či ratolesti (vavřínové nebo lipové), poháry s víkem nebo číše.
V rodném Hanšpachu mu byl 5. srpna 1860 vystaven domovský list. Roku 1861 se v Praze oženil s Emanuelou Homolkovou (1837–1878) z Velvar. Vychovali čtyři děti, z nichž v otcově živnosti úspěšně pokračovali synové Jan (* 1861), klenotník na Novém Městě, a Rudolf (* 1869), zlatník; Emanuel zemřel jako tovaryš (1869-1889) a dcera Hermína žila z otcova odkazu.
Je pohřben na Olšanských hřbitovech.

## Dílo
Zanechal rozsáhlé dílo, v němž často není možno rozlišit jeho vlastní práci od jeho synů. Značil puncovní značkou s iniciálami J.R v pravoúhlém štítku se zaoblenými rohy. Svými pracemi je zastoupen například ve sbírkách Uměleckprůmyslového muzea v Praze, Národního muzea a v mnoha soukromých sbírkách.